# Orde van Militaire Verdienste (Beieren)

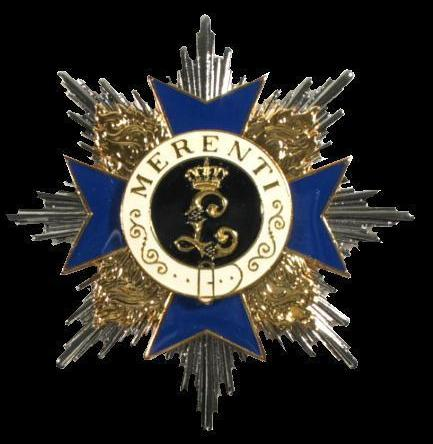
De kleine ster van een Grootcommandeur in de Orde.
Particuliere verzameling, Groningen

De Beierse Orde van Militaire Verdienste (Duits: Bayrischer-Militär-Verdienstorden) werd op 19 juli 1866 door koning Lodewijk II van Beieren gesticht. Er was behoefte aan een militaire decoratie naast de exclusieve Militaire Max-Joseph-Orde in de in dat jaar uitgebroken oorlog tegen Pruisen waarbij Beieren haar bondgenoot Oostenrijk bijstond en met Oostenrijk een nederlaag leed.
De koning was pacifistisch ingesteld. Opvallend is dat hij, hoewel hij grootmeester van deze door hem gestichte Orde was, de onderscheiding zelf nooit heeft willen dragen.
De Orde werd tot aan de val van de Beierse monarchie in 1918 verleend en is een van de historische Orden van Beieren.

## Rangen van de Orde
- Grootkruis

De grootkruisen droegen een kruis zonder kroon aan een grootlint over de rechterschouder en een zilveren ster op de linkerborst
- Grootcommandeur

De grootcommandeurs droegen een juweel van de orde aan een lint om de hals en een iets kleinere ster van de Orde.
- Commandeur

De commandeurs droegen een juweel van de orde aan een lint om de hals.
- Ridder der Eerste Klasse (officier)

Deze ridders droegen een "Steckkreuz" op de linkerborst.
- Ridder der Tweede Klasse

De ridders droegen een geëmailleerd zilveren kruis zonder kroon aan een lint op de linkerborst.
- Drager van het Kruis voor Militaire Verdienste (Zie: "Militair Kruis van Verdienste van de Militaire Orde van Verdienste").

In het militaristische en sterk in rangen en standen denkende Duitsland van de tweede helft van de 19e eeuw beleefden onderscheidingen in vele vormen een ongekende hoogconjunctuur. Zij werden versierd met zwaarden, kronen van goud of juist van ijzer, "rode kruis" tekens, jubileumsgetallen en andere onderscheidingstekens voor bijzondere verdienste of bijzondere aanleidingen. Ook deze Orde werd veel verleend en kende bij haar opheffing door de Republiek Beieren de volgende rangen en vormen:
- Grootkruis
- Grootkruis met zwaarden (1891)

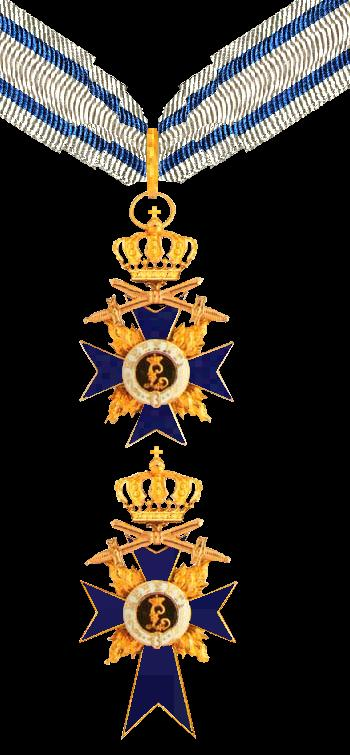
Commandeurs-en officierskruis van de Orde.Particuliere verzameling, Groningen

- Grootkruis met Kroon en Zwaarden (1916) Kruis der Eerste Klasse
- Kruis der Eerste Klasse (1905)
- Kruis der Eerste Klasse met zwaarden
- Kruis der Tweede Klasse (1891)
- Kruis der Tweede Klasse met zwaarden
- Kruis der Tweede Klasse met kroon en zwaarden
- Ster zonder vlammen
- Ster zonder vlammen maar met zwaarden
- Officierskruis zonder vlammen (1901-1905)
- Officierskruis zonder vlammen maar met zwaarden
- Officierskruis met vlammen (1905-1918)
- Kruis der Derde Klasse (1905)
- Kruis der Derde Klasse met kroon
- Kruis der Derde Klasse met kroon en zwaarden

De bekende jachtvlieger Manfred von Richthofen was een van de dragers van dit kruis.
- Kruis der Vierde Klasse (1905)
- Kruis der Vierde Klasse met kroon
- Kruis der Vierde Klasse met kroon en zwaarden
- Ridderkruis der Eerste Klasse(1866-1905)
- Ridderkruis der Eerste Klasse met zwaarden en vlammen (tot 1905)
- Ridderkruis der Tweede Klasse zonder vlammen (tot 1905)
- Ridderkruis der Tweede Klasse met zwaarden zonder vlammen

Het kruis van de Orde was een blauwgeëmailleerd Maltezer kruis dat in veel gevallen met een beugelkroon werd gedekt en aan een wit lint met twee brede blauwe biezen werd gedragen. Het officierskruis was een "Steckkreuz" en werd dus zonder lint op de borst gespeld.

## Het Militair Kruis van Verdienste
Aan de Orde was een "Militair Kruis van Verdienste van de Militaire Orde van Verdienste" (Duits: Militär-Verdienstkreuz des Bayrischen-Militär-Verdienstordens) verbonden omdat alleen officieren voor een Orde in aanmerking kwamen. Deze onderscheiding die sterk op de ordekruisen lijkt maar aan een lint met een toegevoegde zwarte bies wordt gedragen heeft de volgende graden en uitvoeringen:
De eerste uitgave van 1866 tot 1905 (zilver)
- Geëmailleerd kruis zonder vlammen
- Geëmailleerd kruis zonder vlammen maar met zwaarden

De tweede uitgave van 1905 tot 1913 (zilver)
- Kruis der Eerste Klasse: geëmailleerd medaillon met gouden letters en ongeëmailleerde zilveren armen
- Kruis der Eerste Klasse met zwaarden: geëmailleerd medaillon met gouden letters en ongeëmaileerde zilveren armen
- Kruis der Tweede Klasse: geëmailleerd medaillon met zilveren letters en ongeëmailleerde zilveren armen
- Kruis der Tweede Klasse met zwaarden: geëmailleerd medaillon met zilveren letters en ongeëmaileerde zilveren armen

De derde uitgave van 1913 tot 1921 (verschillende metalen)
- Kruis der Eerste Klasse met kroon (verguld koper)
- Kruis der Eerste Klasse met kroon en zwaarden
- Kruis der Tweede Klasse met kroon en geëmailleerd medaillon (zilver)
- Kruis der Tweede Klasse met kroon en geëmailleerd medaillon (verzilverd alpaca)
- Kruis der Tweede Klasse met kroon, zwaarden en geëmailleerd medaillon (zilver)
- Kruis der Tweede Klasse met kroon, zwaarden en geëmailleerd medaillon (verzilverd alpaca)
- Kruis der Derde Klasse, ongeëmailleerd medaillon met kroon en zwaarden (messing met koperlaagje)
- Kruis der Derde Klasse, ongeëmailleerd medaillon met zwaarden (koper)
- Kruis der Derde Klasse, ongeëmailleerd medaillon

De vierde uitgave van 1916 tot 1917 (zink en ijzer)
- Kruis der Derde Klasse, ongeëmailleerd medaillon met kroon en zwaarden
- Kruis der Derde Klasse, ongeëmailleerd medaillon met zwaarden

De achteruitgang van het materiaal weerspiegelt de militaire en economische toestand in het in 1918 hongerende Beieren. De zinken onderscheidingen zijn uiteraard van een zeer slechte kwaliteit en roesten snel. De bovenstaande opsomming is (nog) niet compleet.
De vele uitvoeringen en de lage prijs, er werden immers vele tienduizenden van deze kruisen verleend, maken het Kruis van Verdienste tot een geliefd verzamelobject. Een dergelijk kruis kost in 2005 afhankelijk van de uitvoering tussen de 25 en de 500 euro. De kruisen van de Orde kosten tussen de 500 en 5000 euro. Voor grootkruisen wordt soms meer dan 100.0000 euro neergelegd.

## Een uitzonderlijke benoeming
In juni 1918 redde een Canadese krijgsgevangene, soldaat Harry Adolf Cochran van de Princess Patricias Canadian Light Infantry, krijgsgevangene in een gevangenenkamp bij Bayreuth een driejarig Duits meisje, genaamd Gugel, het leven toen zij in de Birnbaumvijver in Feilsbrom bij Auch Gusbach was gevallen. De Beierse minister van Oorlog, generaal Philipp von Hellingrath stuurde een telegram met zijn complimenten.
475801 Pte H.A. Cochran ontving als dank het Beierse Kruis van Militaire Verdienste IIIe Klasse met de zwaarden en kroon. Hij was de enige geallieerde soldaat die tijdens de oorlog een Duitse onderscheiding kreeg toegekend.
Cochran werd kort na de wapenstilstand in november 1918 vrijgelaten maar stierf op 28 december 1918 in een lazeret in Frankrijk aan de verwondingen die hij in 1916 in de Slag van Sanctuary Wood had opgelopen. Zijn onderscheidingen worden in het PPCLI Museum in Calgary bewaard.
Sint Anna-orde ·
Bloemenorde ·
Sint-Elisabeth-orde ·
Orde van de Fürstprängler ·
Huisridderorde van de Heilige Georg ·
Ridderlijk Gezelschap van de Heilige Georg in Franken ·
Huisridderorde van de Heilige Michaël ·
Huisridderorde van Sint-Hubertus ·
Orde van Verdienste van de Beierse Kroon ·
Orde van de Leeuw van de Palts ·
Ludwigsorde ·
Militaire Max Joseph-Orde ·
Maximiliaansorde voor Wetenschap en Kunst ·
Beierse Maximiliaansorde voor Wetenschap en Kunst ·
Orde voor de Militaire Gezondheidszorg ·
Ordre de Parfaite Amitié ·
Orde van de Rode Adelaar ·
Theresia-orde ·
Beierse Orde van Verdienste ·
Orde van Militaire Verdienste ·
Ludwigsmedaille
Zie ook: Ridderorden in Beieren · Onderscheidingen in Beieren